# Андий (тайп)
Андий (чечен. Іандий, Ӏандой, Ӏаьндий) — один из чеченских тайпов, расселён в Чечне и в Дагестане.

## Этимология
«Iаьндой» — от чеч. «Iаьнда» — небольшое жилище, которое возводили в горах в животноводческих целях, (состоящее из длинного дома и ночного загона для овец, на тыльной стороне которого расположены оконные и слуховые проемы). Топоним «Iаьнда» встречался в Чечне часто. Дагестанские «андийцы», согласно поверью, произошли от чеченцев — беноевцев, а соседние им гагатлинцы — от белгатойцев. Тайпы «Iаларой» и «зандакъой» также родственны с белгатойским тайпом.

## История
До депортации чеченцев в 1944 году в с. Анди большое число андийцев индитефицировали себя как чеченцы.
В конце 30-х годов XX века многие небольшие народности Дагестана Советская власть искусственно объединила с более многочисленными, в том числе и 40-тысячный андийский народ с аварцами. И в пятой графе паспорта у андийцев появилась другая национальность.
На самом деле, хотя андийцы географически близки аварцам, но андийский язык значительно отличается от аварского, а по своему менталитету, культуре, обычаям андийцы все же ближе к чеченцам. И экономически андийские села были значительно более связаны с Веденским районом Чечни, чем с Ботлихом.
Испокон веков знание чеченского языка для андийцев считалось престижным. Многих андийских юношей даже специально посылали учиться для этого в Ведено. До недавнего времени, то есть до развала Советского Союза и прихода к власти в Чечне Джохара Дудаева, для андийцев была одна дорога на Хасавюрт и Махачкалу — через Веденский район Чечни. Браки между чеченцами и андийцами в те времена были не редкостью.

## Расселение
Живут в селах Алхан-Юрт, Цоци-Юрт, Майртуп, Шали, Старая Сунжа, Балансу, Ники-Хита, Старые Атаги, Шуани, Кень-Юрт.